# 千葉県立流山北高等学校
千葉県立流山北高等学校（ちばけんりつ ながれやまきたこうとうがっこう）は、千葉県流山市中野久木にある公立の高等学校。

## 設置学科
- 普通科（地域連携アクティブスクール）

## 沿革
- 1985年（昭和60年）4月 - 開校。

## 著名な出身者
- 大島麻衣（タレント、元AKB48）
- テオくん（YouTuber、スカイピース）

## 立地
- 東武野田線江戸川台駅から徒歩17分。

かつては江戸川沿いの畑の中に建つ高校だったが、南側に流山ICが完成して以降、物流施設が次々と建設され、現在は巨大物流施設「GLP ALFALINK流山」の倉庫群に挟まれる立地となっている。